# Seven de la República Femenino Juvenil
El Seven de la República Femenino Juvenil es un torneo de rugby en la modalidad rugby 7 organizado por la Unión Argentina de Rugby (UAR) y que reúne a los seleccionados femeninos juveniles de las uniones regionales de rugby de la Argentina. Se disputa en paralelo al Seven de la República Femenino y junto al torneo masculino conforman los tres torneos oficiales que componen al tradicional Seven de la República, considerado el evento más importante de rugby 7 de la Argentina.

## Historia
El rugby juvenil fue introducido por primera vez en el Seven de la República durante la edición 2010, con la participación de cuatro equipos denominados «de desarrollo» que disputaron el torneo principal junto a los equipos mayores. Los cuatro equipos juveniles fueron Buenos Aires, Córdoba, Entre Ríos y Oeste, invitados por provenir de las cuatro uniones regionales con la mayor cantidad de jugadores fichados en la categoría. El plan era que en futuras ediciones, se establecerían torneos que determinen los cuatro participantes, sin embargo estos planes no prosperaron.
A pesar de que los torneos de desarrollo no se llevaron a cabo, el rugby juvenil no dejó de formar parte del Seven de la República, con la edición 2011 integrando torneos de exhibición que reunían a equipos juveniles de la región, además de partidos de exhibición entre las selecciones juveniles de Entre Ríos y Santa Fe contra equipos alternativos de la Unión Argentina de Rugby.
El desarrollo del rugby femenino y la creación de torneos oficiales apoyados por la Unión Argentina de Rugby llevó a la creación del Seven de la República Femenino, torneo que en 2019 pasó a realizarse independientemente del torneo masculino, desarrollándose una semana antes del mismo. Esto permitió la creación del Seven de la República Femenino Juvenil, el primer torneo oficial en reunir únicamente a seleccionados juveniles. Este nuevo torneo se jugaría en paralelo al torneo femenino de mayores, contando con el mismo formato y con su proprio proceso de clasificación.

## Equipos participantes
Participan de este torneo doce de las veinticinco uniones miembros de la Unión Argentina de Rugby, las cuales clasifican a través de sus respectivos torneos regionales y según la cantidad total de jugadoras fichadas por unión, con el objetivo de promover el rugby femenino.
| - Córdoba - Entre Ríos | - Rosario - Santa Fe |

| - Formosa - Misiones | - Nordeste |

| - Jujuy - Salta | - Santiago del Estero - Tucumán |

| - Córdoba - Entre Ríos | - Rosario - Santa Fe |

| - Formosa - Misiones | - Nordeste |

| - Jujuy - Salta | - Santiago del Estero - Tucumán |

| - Andina - Cuyo | - San Juan - San Luis |

| - Buenos Aires - Mar del Plata | - Oeste - Sur |

| - Alto Valle - Austral - Chubut | - Lagos del Sur - Santa Cruz - Tierra del Fuego |

| - Andina - Cuyo | - San Juan - San Luis |

| - Buenos Aires - Mar del Plata | - Oeste - Sur |

| - Alto Valle - Austral - Chubut | - Lagos del Sur - Santa Cruz - Tierra del Fuego |

La composición de los torneos clasificatorios regionales puede variar debido a que algunas uniones regionales no poseen selecciones en la categoría de juveniles.

## Campeonatos
| Año  | Campeón      | Resultado | Subcampeón   | Semifinalistas   | Cant. equipos |
| ---- | ------------ | --------- | ------------ | ---------------- | ------------- |
| 2019 | Tucumán      | 34 - 0    | Austral      | Córdoba Oeste    | 12            |
| 2021 | Misiones     | 19 - 17   | Tucumán      | Oeste Entre Ríos | 12            |
| 2022 | Buenos Aires | 14 - 10   | Tucumán      | Córdoba Nordeste | 12            |
| 2023 | Tucumán      | 10 - 7    | Misiones     | Córdoba Cuyo     | 12            |
| 2024 | Córdoba      | 36 - 5    | Buenos Aires | Cuyo Tucumán     | 12            |
| 2025 |              |           |              |                  | 12            |

## Estadísticas

### Palmarés
| Equipo       | Campeón | Subcampeón | Semifinales |
| ------------ | ------- | ---------- | ----------- |
| Tucumán      | 2       | 2          | 1           |
| Buenos Aires | 1       | 1          |             |
| Misiones     | 1       | 1          |             |
| Córdoba      | 1       |            | 3           |
| Austral      |         | 1          |             |
| Cuyo         |         |            | 2           |
| Oeste        |         |            | 2           |
| Entre Ríos   |         |            | 1           |
| Nordeste     |         |            | 1           |

### Otros logros
| Equipo       | Copa de Plata | Copa de Bronce |
| ------------ | ------------- | -------------- |
| Buenos Aires | 1             |                |
| Alto Valle   | 1             |                |
| Misiones     | 1             |                |
| Andina       |               | 1              |
| Austral      |               | 1              |